# René Renoux
Pour les articles homonymes, voir Renoux.
René Renoux, né à Brest le 21 novembre 1904 et mort le 16 mars 2000 à La Verrière (Yvelines), est un chef décorateur français. 

## Biographie
Âgé de quinze ans, il débute comme assistant des décorateurs Jean Barthelemy Perrier et Robert-Jules Garnier, avant de travailler auprès d'Henri Ménessier, de 1930 à 1935, pour la société de production Paramount.
Il réalise les décors de deux films muets de Maurice Gleize, La Faute de Monique (1928) et Tu m'appartiens (1929). René Renoux se fait remarquer pour son sens du détail et sa faculté d’adaptation à chaque réalisateur. Chef décorateur de plus de cent dix films, il collabore longuement avec Jean Delannoy.

## Filmographie
- 1931 : Rien que la vérité de René Guissart
- 1934 :
  - Compartiment de dames seules de Christian-Jaque
  - La Dame aux camélias de Fernand Rivers et Abel Gance
  - Liliom de Fritz Lang
  - La Cinquième Empreinte de Karl Anton
- 1935 : 
  - Dédé de René Guissart
  - Bourrachon de René Guissart
  - Les Sœurs Hortensias de René Guissart
  - Parlez-moi d'amour de René Guissart
- 1936 : 
  - Toi, c'est moi de René Guissart
- 1938 : 
  - Le Ruisseau de Maurice Lehmann et Claude Autant-Lara
  - Êtes-vous jalouse ? de Henri Chomette
  - Ceux de demain de Georges Pallu et Adelqui Millar
  - Un gosse en or de Georges Pallu
- 1939 :
  - La Tradition de minuit de Roger Richebé
  - Fric-Frac de Claude Autant-Lara
  - Grand-père de Robert Péguy
- 1940 : Marseille mes amours de Jacques Daniel-Norman
- 1942 : Les affaires sont les affaires de Jean Dréville
- 1943 :
  - À la belle frégate d'Albert Valentin
  - Les Anges du péché de Robert Bresson
- 1946 :
  - Roger la Honte d'André Cayatte
  - Le Capitan de Robert Vernay
- 1947 : Fort de la solitude de Robert Vernay
- 1948 : Le Comédien de Sacha Guitry
- 1949 : La Cage aux filles de Maurice Cloche
- 1950 : 
  - Tire au flanc de Fernand Rivers
  - Né de père inconnu de Maurice Cloche
  - Dieu a besoin des hommes de Jean Delannoy
- 1951 :
  - Deburau de Sacha Guitry
  - Les Mains sales de Fernand Rivers et Simone Berriau
  - Le Salaire de la peur de Henri-Georges Clouzot
  - Demain nous divorçons de Louis Cuny
- 1953 : Si Versailles m'était conté... de Sacha Guitry
- 1955 :
  - Marie-Antoinette reine de France de Jean Delannoy
  - Si Paris nous était conté de Sacha Guitry
  - Villa sans souci de Maurice Labro
- 1956 : Notre-Dame-de-Paris de Jean Delannoy
- 1957 :
  - Les Espions de Henri-Georges Clouzot
  - Le Feu aux poudres de Henri Decoin
- 1958 : Maigret tend un piège de Jean Delannoy
- 1961 :
  - La Princesse de Clèves de Jean Delannoy
  - Le Triomphe de Michel Strogoff de Victor Tourjansky
- 1963 : Le Bon roi Dagobert de Pierre Chevalier
- 1964 :
  - Les Amitiés particulières de Jean Delannoy
  - L'Arme à gauche de Claude Sautet
- 1965 : Les Sultans de Jean Delannoy
- 1966 :
  - Le Soleil des voyous de Jean Delannoy
  - Triple Cross de Terence Young
- 1967 : La Louve solitaire d'Édouard Logereau
- 1969 : La Peau de Torpédo de Jean Delannoy